# Великий березневий ордонанс
«Великий березневий ордонанс» (фр. Grande ordonnance de 1357) — ордонанс (указ), вершина діяльності Генеральних штатів, який був прийнятий «третім станом» 1357 року в період розмаху народного руху 1356-1358 років у Парижі, очолюваного купецьким старшиною Етьєном Марселем.
«Великий березневий ордонанс» був вираженням глибокого невдоволення городян політикою монархії в умовах Столітньої війни і повинен був здійснити глибоку реформу державного управління. Генеральні штати змусили спадкоємця короля Карла підписати цей документ.

## Зміст документу
Зміст цих реформ був викладений у 67 статтях і зводився до такого:
- надавав право Генеральним штатам збиратися самостійно без дозволу короля для обговорення державних справ два рази на рік (§ 5);
- проголошувалася недоторканність депутатів Генеральних штатів;
- Генеральні штати отримували право контролювати податки та витрати державних коштів (§ 2);
- королівська влада без узгодження з Генеральними штатами не могла запроваджувати нові податки, укладати мир із супротивником, змінювати цінність монети (§ 39);
- запроваджувалася відповідальність посадовців за доручену їм справу;
- заборонялася незаконна конфіскація майна;
- контролю з боку Генеральних штатів підлягали рада короля, армія та державний апарат;
- змінювати цінність монети (§ 15).
- передбачалася реформа адміністрації та суду, скорочення кількості посадовців і зменшення витрат на їх утримання[2]

Королівські чиновники тепер не могли займати тільки одну посаду і передавати свої функції іншим особам. Ордонанс забороняв продавати на торгах посади суддів. Король був обмежений у праві помилування. Скасовувалася практика грошового викупу за 8 тяжких злочинів (як правило, представники " «третіх станів» це через відсутність коштів не практикували). Виникла можливість перетворити Генеральні штати на постійно діючий парламент. У країні півтора року існувало двовладдя: влада дофіна і Генеральних штатів.

## Скасування ордонансу
Згода Карла підписати ордонанс була вимушена. Після втечі з Парижу Карл став збирати сили для розправи з містом. На допомогу Парижу надійшло велике селянське повстання 1358 року — Жакерія, яка переслідувала антифеодальні цілі. Але паризький патриціат виступив проти повстання. Без підтримки міста селянське повстання було придушено, а слідом за ним надійшла черга Парижу. Березневий ордонанс утратив чинність, а багатьох депутатів Генеральних штатів було страчено. Після закінчення для Франції Столітньої війни роль  Генеральних штатів падає і вони збираються епізодично. В 1439 році Генеральні штати дозволили королю Карлу VII збирати постійний прямий податок, що звело нанівець рішення «Великого березневого ордонансу». Маючи постійне джерело поповнення королівської скарбниці, Карл VII провів військову реформу, збільшив контингент постійних військ, які стали основою збройної могутності королівської влади. З посиленням влади короля падає роль Генеральних штатів і в 1614 році вони скликаються останній раз аж до 1789 року.

## Виноски
1. ↑  Хрестоматія з історії середніх віків: Посібник для 7 кл. Упорядник В. М. Духопельников. — К.: Освіта, 1998. — 160 с.
2. ↑  Хачатурян Н. А. Виникнення Генеральних Штатів у Франції, М., 1976
3. ↑  Фруассар, Жан. Хроники 1325—1340. Издательство Санкт-Петербургского университета, 2008. 656 ст.